# Charles Dudley Warner
Pour les articles homonymes, voir Dudley (homonymie) et Charles Dudley.
 (décembre 2023).
Motif : la traduction est à revoir, certains passages sont incompréhensibles
 (décembre 2023).
Si vous disposez d'ouvrages ou d'articles de référence ou si vous connaissez des sites web de qualité traitant du thème abordé ici, merci de compléter l'article en donnant les références utiles à sa vérifiabilité et en les liant à la section « Notes et références ».
Charles Dudley Warner, né le 12 septembre 1829 à Plainfield (Massachusetts) et mort le 20 octobre 1900 à Hartford (Connecticut), est un romancier, nouvelliste, essayiste américain.

## Biographie
Warner est né à Plainfield, dans le Massachusetts. De l'âge de six à quatorze ans, il a vécu à Charlemont, Massachusetts, la scène des expériences représentés dans son étude de l'enfance, d'être un garçon (1877). Il a ensuite déménagé à Cazenovia, New York, et en 1851, est diplômé de l'université de Hamilton, Clinton, NY.
Il a étudié le droit à l'Université de Pennsylvanie, pratiqué à Chicago (1856-1860); était rédacteur en chef adjoint (1860) et rédacteur en chef (1861-1867), de la Presse Hartford, et a été coéditeur avec Joseph R Hawley. En 1884, il rejoint la rédaction du magazine Harper, pour laquelle il a dirigé la rédaction jusqu'en 1892, quand il a pris en charge la rédacteur en chef.
Warner a beaucoup voyagé, a donné des conférences et s'est activement intéressé à la réforme des prisons, des parques de la ville et d'autres mouvements pour le bien public. Il a été le premier président de l'Institut National des Arts et des Lettres, et, au moment de sa mort, a été président de l'Association américaine de sciences sociales. Il a d'abord attiré l'attention par les esquisses de réflexion intitulé My Summer dans un jardin (1870, d'abord publié dans The Hartford Courant), populaire pour son humour foisonnant et raffiné et doux charme personnel, leur amour sain de choses extérieures, leurs commentaires suggestifs sur la vie et affaires, et leur style délicatement terminé, les qualités qui suggèrent que le travail de Washington Irving. Charles Dudley Warner est connu pour faire la remarque célèbre,
"Tout le monde se plaint de la météo, mais personne ne fait rien à ce sujet."
Cela a été cité par Mark Twain dans une conférence, et est encore communément attribué par erreur à Twain.
Les habitants de San Diego ont apprécié sa description flatteuse de leur ville dans son livre Notre Italie, qu'ils ont nommé deux rues consécutives dans le quartier de Point Loma d'après lui : Charles Dudley Street et Warner Street.
Il est mort à Hartford le 20 octobre 1900 et est enterré à Cedar Hill Cemetery, avec Mark Twain comme porteur et Joseph Twichell comme officiant.

## Œuvres

### Romans
- Saunterings (descriptions de son voyage en Europe de l'Est, 1872)
- BackLog Studies (1872)
- Baddeck, And That Sort of Thing (1874)
- My Winter on the Nile (1876)
- In the Levant (1876)
- In the Wilderness (1878)
- A Roundabout Journey, in Europe (1883)
- On Horseback, in the Southern States (1888)
- Studies in the South and West, with Comments on Canada (1889)
- Our Italy, southern California (1891)

### Essais
- Modern Fiction (1883)
- As We Were Saying (1891)
- As We Go (1893)
- The Relation of Literature to Life (1896)
- The People for Whom Shakespeare Wrote (1897)
- Fashions in Literature (1902)

### Nouvelles
- The Gilded Age: A Tale of Today (en collaboration avec Mark Twain, 1873)
- Their Pilgrimage (1886)
- A Little Journey in the World (1889), trilogie I
- The Golden House (1894), trilogie II
- That Fortune (1889), trilogie III.